# Joachim Leibiger
 Joachim Leibiger  (* 1953 in Weimar) ist Thüringer Landesbeauftragter für Menschen mit Behinderungen und Mitglied im Rundfunkrat des Mitteldeutschen Rundfunks.

## Leben
Leibiger ist seit Geburt sehbehindert und seit dem Jahr 2000 vollblind. Er ist verheiratet, hat zwei erwachsene Söhne und lebt in Weimar.
Von 1960 bis 1968 besuchte Leibiger die Regelschule in Weimar. Im Anschluss erfolgte der Besuch des Gymnasiums für Sehbehinderte und Blinde in Königs Wusterhausen, das er 1972 mit dem Zeugnis der Hochschulreife abschloss. Dann absolvierte er ein Studium zum Betriebswirt nahm die Tätigkeit im Handel in Erfurt auf. Von 1975 bis 1977 war er als Handelstechnologe tätig. Dem folgte 1977–1978 seine Tätigkeit als Leiter des Geschäftsbereiches Export und Stellvertreter des Betriebsleiters eines mittelständischen Unternehmens der Plastikverarbeitung in Auma bei Greiz. Von 1978 bis 1981 studierte er an der Akademie für Verwaltungsrecht in Potsdam-Babelsberg, ab 1981 im Fernstudium, das er mit dem Diplom abschloss. Weitere Stationen: 1981–1986 Angestellter im Öffentlichen Dienst beim Bezirk Erfurt, 1986–1994 beim Rat des Kreises, Landratsamt Weimarer Land im Bereich Wirtschaft. Von 1994 bis 2015 war Leibiger Geschäftsleiter des Zweckverbandes Wirtschaftsförderung der Region des nördlichen Weimarer Landes. Von 2016 bis zum 30. November 2019 war er Beauftragter für Menschen mit Behinderungen des Freistaates Thüringen. Seit Ende 2019 ist dieses Amt gemäß dem Thüringer Gesetz zur Inklusion und Gleichstellung von Menschen mit Behinderungen (ThürGIG) dem Thüringer Landtag zugeordnet. Das bedeutete nicht eine Änderung seiner Funktion, sondern lediglich eine Umbenennung dieses Amtes. Am 30. November 2019 bekam Leibiger die Berufung zum Thüringer Landesbeauftragten für Menschen mit Behinderungen durch den Thüringer Landtag. Leibiger ist Mitglied der CDU.